# Cultura de Xinglongwa

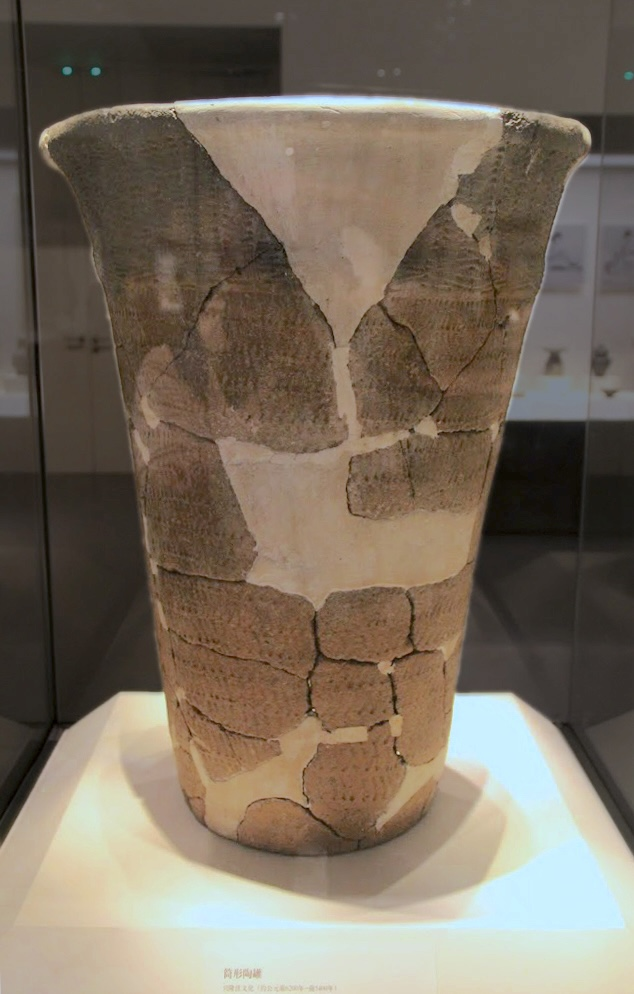
Gerra de ceràmica neolítica pertanyent a la cultura de Xinglongwa, Liaoning, 1990. Museu Nacional de la Xina, Pequín

La cultura de Xinglongwa (興隆 洼 文化) (6200-5400 aC) va ser una cultura arqueològica neolítica al nord-est de la Xina, que es troba principalment al voltant de la frontera de Mongòlia Interior-Liaoning, a la conca del riu Liao. La ceràmica de Xinglongwa era principalment cilíndrica i es couia a baixes temperatures.
La cultura de Xinglongwa va mostrar diversos signes de planificació comunitària. En tres jaciments de Xinglongwa, es van construir cases en files. Diversos poblats de Xinglongwa també presentaven un gran edifici central, i també altres estaven envoltats de fossats.
L'assentament de Xinglongwa es troba al costat sud-oest d'un turó a la Bandera d'Aohan, Chifeng, Mongòlia Interior; el jaciment rep el nom d'un poble situat a 1,3 km al sud-est de l'indret. Es van descobrir 120 cases a Xinglongwa, on cada casa tenia una llar de foc al centre. Xinglongwa també presentava un gran edifici al centre del poble. Es tracta del primer lloc descobert a la Xina envoltat d'una rasa. Xinglongwa també presentava un costum funerari inusual, ja que alguns cossos eren enterrats directament sota les cases. Igual que altres llocs de Xinglongwa, també es van descobrir objectes de jade. A la tomba més fastuosa, un home va ser enterrat amb un parell de porcs, a més d'objectes de jade.
Segons l'estudi de 34 conjunts de restes humanes procedents d'enterraments interns de Xinglongwa, aparentment predominen els individus masculins sobre els individus femenins amb una proporció aproximada de 2:1 (23 homes i 11 dones). Dins del grup masculí, no es va identificar cap individu que tingués més de 55 anys d'edat, mentre que totes les dones pertanyen al grup d'edat mitjana-vella (ningú menor de 35 anys). Els individus més joves examinats tenien 13 o 14 anys d'edat, per la qual cosa se sospita que els nens abans de l'edat madura de consciència sexual no haurien participat en rituals d'enterrament interns si morien. A partir de les mostres examinades, l'alçada mitjana del mascle va ser d'entre 163,8 cm i 168,8 cm, mentre que l'altura mitjana de la femella va entre 153,4 cm - 159,9 cm. Tant els individus masculins com els femenins de Xinglongwa presentaven forts trets cranials mongoloides, i es creu que són els avantpassats llunyans dels pobles actuals del nord-est asiàtic que pertanyen a la família de llengües "transeurasiàtiques" (també coneguda com a altaiques) proposada.
El jaciment recentment descobert a Xinglonggou és l'únic jaciment de la cultura que mostra evidències de qualsevol tipus d'agricultura, amb evidències de restes de mill.
Alguns dels artefactes de ceràmica de la pinta més antics es van trobar a la cultura de Xinglongwa.